# Peter Mafany Musonge

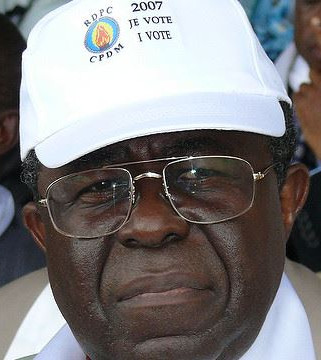
Peter Mafany Musonge, 2017

Peter Mafany Musonge (* 3. Dezember 1942 in Muea) war von 1996 bis 2004 Premierminister von Kamerun.

## Frühe Jahre
Musonge gehört zur Volksgruppe der Bakweri und wurde in Muea im Département Fako in der englischsprachigen Südwestprovinz des Landes geboren.
Er studierte von 1962 bis 1967 Bauingenieurwesen an der Drexel University in Philadelphia sowie anschließend bis 1968 an der Stanford-Universität. Nachdem er sein Studium mit Diplom abgeschlossen hatte, kehrte er 1969 nach Kamerun zurück. Er bekleidete führende Positionen im Ministerium für Infrastruktur und war Direktor staatlicher Entwicklungsorganisationen.

## Politiker
In der Politik ist er ein langjähriger Unterstützer und Vertrauter des seit 1982 regierenden Präsidenten Paul Biya. Er gehört zur regierenden Partei Rassemblement démocratique du peuple camerounais (RDPC). Von 19. September 1996 bis zum 8. Dezember 2004 war er Premierminister Kameruns. In den Parlamentswahlen vom 30. Juni 2002 konnte seine Partei 133 der 180 Sitze gewinnen, wobei die Oppositionsparteien das Ergebnis anzweifelten. 2004 leitete er den Wahlkampf Biyas für dessen Wiederwahl zum Präsidenten. Nach dem Wahlsieg Biyas trat er zurück, um eine Kabinettsumbildung zu ermöglichen.

## Familie
Musonge ist verheiratet und Vater von vier Kindern.